# Zalakaros
Zalakaros è una città dell'Ungheria di 1.748 abitanti (dati 2007). È situata nella contea di Zala.